# Gouania colombiana
Gouania colombiana là một loài thực vật có hoa trong họ Táo. Loài này được Suess. mô tả khoa học đầu tiên năm 1953.